# Điện ảnh truyền hình
Điện ảnh truyền hình (hay còn gọi là điện ảnh trên truyền hình, điện ảnh chiếu trên truyền hình hay phim điện ảnh truyền hình) là một bộ phim truyện điện ảnh do một đài truyền hình (hay mạng truyền hình) sản xuất và phân phối lần đầu trên sóng của đài, đối lập với phim điện ảnh được sản xuất trực tiếp để trình chiếu đầu tiên tại các rạp chiếu phim.

## Đặc điểm
Đặc điểm chung của các phim thuộc định dạng này là chúng có thời lượng ngắn từ 30 đến 200 phút, hoặc có độ dài từ 1 đến 4 tập.
Các bộ phim này có thể quay bằng nhiều hình thức khác nhau như phim nhựa hay định dạng kỹ thuật số, và cũng bao gồm nhiều thể loại. Sản xuất và trình chiếu riêng trên truyền hình mà không chiếu tại các rạp phim, sau đó bộ phim được phát hành -hoặc thương mại hoặc không- trên các dịch vụ trực tuyến hoặc các sản phẩm lưu trữ vật lý như VHS, DVD, Blu-ray ..v..v.
Tại Việt Nam, trong thập niên 90 và 2000, dạng phim này rất thường xuyên được sản xuất và chiếu trên các chương trình đặc biệt vào cuối tuần hoặc những ngày lễ lớn. Có thể kể đến những bộ phim được chiếu trong chương trình Văn nghệ Chủ Nhật, Điện ảnh chiều thứ Bảy hay sau này là Phim Cuối Tuần của VTV.